# Морфська митрополія
Морфська митрополія — одна з єпархій, яка входить до складу Православної церкви Кіпру. Вона виникла внаслідок реорганізації Солонської єпархії в 1973 році за пропозицією архієпископа Макарія III. Перший єпископ з Морфи був Хрисантос Саргіаніс (1973—1997).

## Місце єпархії Морфу після 1974 року
Через турецьке вторгнення на Кіпр довелося перенести дві єпархії Кіпрської церкви: Морфську та Кіренейську .
Тодішній єпископ Морфський, Хрисантос разом зі своїм оточенням шукав притулку в монастирі Кіккос, перебуваючи там три місяці. На початку грудня того ж року єпарх та його свита були перенесені до Євричова, де він і сьогодні має своє місце. Це місце вважається тимчасовим, але звідти воно зберігає свій старий район над містами, які описані нижче. Фактично, єпарх не може виконувати свої функції в Турецькій Республіці Північного Кіпру.

## Основні події після зміни єпархіальної резиденції
Незважаючи на зміну, єпархія Морфу продовжувала відігравати важливу роль у духовному житті острова Кіпр .
19 липня 1984 року єпарх Морфу, Хризантос, допоміг закласти фундамент для церкви пророка Іллі . Відкриття церкви було проведено єпископом Неофітом у липні 2003 року.
Церква Святого Нектарія була побудована в 1985 році, коли Хризантос був єпископом Морфським. Поряд з церквою побудований центр села Солея. 30 січня 2001 року єпископ Неофіт допоміг закласти перший камінь для будівництва церкви, присвяченої Святій Афанасії та Святому Андроніку, на майданчику гімназії-ліцею. Перша проповідь церкви відбулася 9 жовтня 2002 року.
Важливим проектом єпархії є центр села Солеа. Його будівництво розпочалося, коли Крісантос був єпархом, і було завершено, коли Неофіт вступив на посаду. Діяв 1 травня 2001 року і мав на меті запропонувати притулок та опіку старостам села та всій єпархії. Центр допомагає і забезпечує харчування вразливих верств населення. Єпархія Морфу зміцнила та покращила духовне життя Евричова та його околиць.
Єпархія має чотирьох деканатів:
- Регіон Солеа .
- Північний Піцилій
- Регіон Маратхаса
- Педіні

## Глава єпархії
Митрополит Морфський Неофіт (Марсуас) є єпископом Морфу з Кіпрської Церкви.

## Церкви оголошені об'єктом Всесвітньої спадщини ЮНЕСКО
Дев'ять церков і монастирів періоду Візантії в регіоні Троодос з 1985 р. Входять до списку Всесвітньої спадщини ЮНЕСКО У 2001 році також була прибудована церква Агія Сотіра (Преображення Спасителя). Інтер'єр цих церков прикрашений фресками у візантійському та поствізантійському стилі.